# Distrito de Saucepampa
El Distrito de Saucepampa es uno de los once que conforman la Provincia de Santa Cruz, del Departamento de Cajamarca, bajo la administración del Gobierno Regional de Cajamarca, en el norte central del Perú.
Desde el punto de vista jerárquico de la Iglesia católica forma parte de la Diócesis de Chiclayo, sufragánea de la Arquidiócesis de Piura.

## Historia
Fue creado como distrito el 1 de septiembre de 1989 por Ley dada en el primer gobierno del Presidente Alan García; por lo que es considerado un distrito joven.

## Geografía

### Ubicación
Está ubicado en la parte central de Santa Cruz, sus límites son los siguientes: por el norte con Santa Cruz, por el sur con Pulan y Tongod, por el este con Yauyucán y por el oeste con Pulan. Su suelo es poco accidentado presentando llanuras y pequeñas lomas. Su capital es el pueblo de Saucepampa; su producción agrícola es para el consumo siendo los principales productos la palta, el maíz, plátanos, granadillas y caña de azúcar (el de mayor explotación). La ganadería es mínima, solamente para consumo.
La industria de la pirotecnia caracteriza a Saucepampa; compiten con los distritos de la costa y demuestran ser los mejores. Está conectada con el pueblo de Santa Cruz a través de carretera y camino de herradura; la carretera pasa hasta Pulan. Funcionan dos Centros de Educación Inicial (Saucepampa y Romero Circa), cuatro Escuelas primarias y 2 Colegios Secundarios de Menores. Sus caseríos son: Del Cercado Pinar, Limac, Potrero y Romero Circa, este último se niega a pertenecer al nuevo distrito. La mayor producción de papa en Saucepampa se produce sin lugar a dudas en Romero Circa. La capital distrital cuenta con servicios de agua, así como un vivero forestal frutícola en convenio con PRONAMACHCS.

### Superficie
La superficie distrital es de 16,00 km², lo que constituye el 1,1 % del total provincial distribuidos en 4 caseríos.
El distrito de Saucepampa ocupa una superficie de 31,5791 km², es decir, el 2,2 % del territorio de la provincia de Santa Cruz. Su relieve es accidentado con pendientes que oscilan entre moderada y ligeramente inclinada (4 a 15%) a empinada (25 a 50 %).
Asimismo la tradición en las fiestas se celebraba tomando el licor tradicional conocido como AGUARDIENTE, este se elaboraba con el jugo de la caña de azúcar. se sabe que el principal abastecedor de esta bebida era el señor Quirino Olivera Cervera.

### Relieve distrital
El relieve distrital es poco accidentado, conformado por pequeñas llanuras onduladas y lomas que descienden al río Cañad: asimismo, por algunas quebradas y cerros. De estos últimas, lomas importante son los de Romerocirca.

### Hidrografía
Entre sus principales corrientes de agua son el río Chorro Blanco y en cada tramo toma el nombre cada lugar, sucesivamente río Tozten en este tramo pasa al oeste de la capital distrital, y algunas quebradas que confluyen en él por su margen derecha y por el norte cuenta con tres canales de regadío dos de ellos llevan agua a la provincia de Santa Cruz y el tercero al distrito capital rural.

### Recursos naturales
Aparte de la flora y la fauna, sus principales recursos naturales son sus tierras aptas para la agricultura. Según el uso actual del suelo del distrito de Saucepampa es de 3059 hectáreas de las cuales 1261 pertenecen a tierras agrícolas y 1798 hectáreas pertenecen a tierras no agrícolas.
De las tierras agrícolas 390 hectáreas pertenecen a tierras bajo riego y 871 hectáreas a tierras bajo secano.
De las tierras no agrícolas, 125 hectáreas corresponden a la cobertura arbórea, 1619 hectáreas corresponden a pastos naturales y 54 hectáreas corresponden a otra clase de tierras.

### Población
El distrito de Saucepampa tiene una población de 2.079 habitantes (INEI 2005). Los caseríos más importantes son Limac, Potrero y Romero Circa.

## División administrativa

### Caseríos
Políticamente el distrito de Saucepampa pertenece a la provincia de Santa Cruz y está dividido en los caseríos de El Potrero, Limac, Romerocirca y la Laguna.

### Capital
Tiene como capital a la localidad de Saucepampa.
En Saucepampa, Paltamayo y Limac, fabrican gran cantidad de artefactos pirotécnicos. Don Eladio Pérez es el maestro de más vieja y notoria trayectoria. Entre los maestros jóvenes están los hijos de don Eladio (los Pérez Pérez) y los hnos. Genaro y Shego Flores Villalobos.

## Autoridades

### Municipales
- - 2019 - 2022
  - Alcalde: Jorge Nicanor Suxe Sánchez
  - Regidores: Herbin Soto Sánchez, Jesús Amarante Sánchez León, Yuleysi Mondragón Fernández, Irma Sánchez izquierdo, Olinda Padilla Correa.

- 2015 - 2018
  - Alcalde: Carlos Milian Huamán

- 2011 - 2014[4]
  - Alcalde:

, del Movimiento Regional Fuerza Social Cajamarca (FS).
- - Regidores: Humberto León Sánchez (FS), Flor Nancy Milián Julca (FS),  Wilson León Sánchez (FS), Luz Cladibel Hernández Milián (FS), Gregoria Campos Flores (Perú Posible).[5]
- 2007 - 2010
  - Alcalde: Ernesto Suxe Palomino.

### Policiales
- Comisario:  PNP.

### Religiosas
- Diócesis de Chiclayo[6]
  - Administrador apostólico: Mons. Ribert Francis Prevost, OSA.

## Festividades
Los días 17 y 18 de julio, son las fechas centrales de la tradicional Fiesta patronal en honor a su santo patrón Señor del Gran Poder.
Las personas de diversos lugares concurren masivamente, mayormente en horas de la noche donde se realiza el concurso de castillos y globos aerostátitos, en los días centrales y en las noches de novenas.
El distrito de Saucepampa está catalogado como la tierra de la pirotecnia, pues la mayoría de pobladores del ámbito distrital, elaboran su trabajo exclusivamente en la confección de fuegos artificiales, lo cual también se convierte en un grave riesgo para la población.
Los saucepampinos esperan que algún día se inicie el despegue de sus caseríos y éstos cambien con el apoyo de sus autoridades.

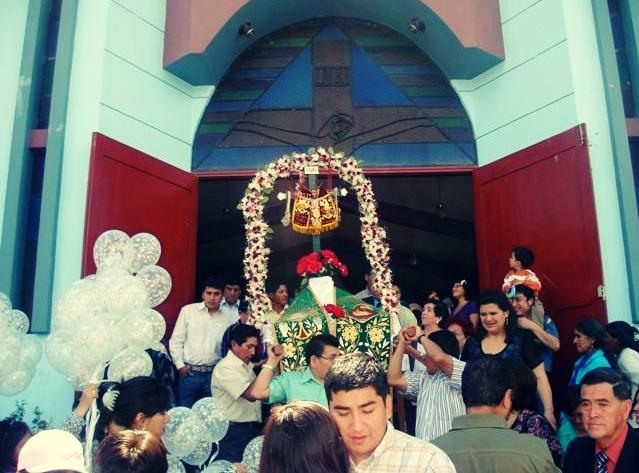
Patrono del distrito de Sacuepampa en procesión

### Historia de la fiesta de Saucepampa.
Con la información proporcionada por los señores Sergio Mendoza Barturen y Segundo Vera Tenorio he podido resumir lo siguiente: En la villa de Saucepampa como así se llamaba en el lugar denominado “La Viña”, se celebraba desde los años 1920 aproximadamente la fiesta de San Pedro, todos los 29 de junio de cada año, hasta 1936. Propietario de parte de la viña era el señor Manuel Ascencio Villarreal Villalobos hijo de Don Pedro Pablo Villarreal Rosales.
Cuentan que durante este último año no había cura en el distrito de Santa Cruz recibiendo el encargo Don Benjamín Padilla Santa Cruz, para viajar a Huambos, e invitar al sacerdote de apellido Malespino, lo que hizo posible realizar la misa en honor a San Pedro. Al terminar la ceremonia religiosa, el padre o el doctor como se llamaba contrato a tres carpinteros para construir tres cruces de madera, las mismas que fueron entregadas al día siguiente. Se dirigió con muchos fieles al cerro Mayoral, donde instaló una, previa ceremonia, la segunda en el lugar denominado La Loma propiedad de la señora Juana Pérez Parimango y la tercera al frente en el cerro Pan de Azúcar, a donde se dirigió a caballo hasta el cruce a Pulan Pan de Azúcar, el camino antiguo. La señora Pérez, muy colaboradora obsequio un solar para construir la iglesia mediante contrato escrito. Se construyó una capilla de quincha, horcones y techo de broza, a iniciativa del agente municipal señor Matías Santa Cruz Romero (abuelito de Esbín) y el Tte. Gobernador señor José Antonio Zuloeta barturen (papa de Ashuco). Después luego de rendir cuentas se reunieron los vecinos para acordar construir una capilla de adobe y teja, para lo que se contrató al maestro albañil de renombre Sr. Britaldo León Villarreal, pero luego protesto y deshizo el contrato por el agua que no llegaba a la loma y sus costos no le producía. La señora Adelinda Barturen Santa Cruz consulta a sus hijos Emilio, Víctor, Sarela, Obdulia, Aurora, Ofelia, Sergio y Eva Mendoza Barturen, para ceder parte del terreno que compró con su esposo en vida Sr. Manuel Sandaliano Mendoza Paredes, en lo que hoy es el centro poblado de Saucepampa. Los hijos apoyaron a su madre para obsequiar el área necesaria para construir la plaza calles y la iglesia, con la única condición que a su muerte la enterraran dentro de ella, como así ocurrió, entrando a la izquierda el mismo albañil firmó el contrato para construir la iglesia por la suma de 30 Lbs (30 Soles de Oro). Los vecinos acordaron apoyar con la suma de 5 Soles cada uno. Después de cavar la zanja se invitó a las autoridades del distrito cruceño señores Juan Aguinaga y Carmen Azula. Gobernador y alcalde respectiva mente para poner la primera piedra de capillo de los vecinos se recibió la suma de 150 Soles en moneda de 9 décimos el maestro habría solicitado una piedra “paniza”, de textura suave, en la que se hizo hueco con cinceles, allí se depositó la plata y el papel del acuerdo tomado, luego se tapó con otra piedra llamada solaque, que es más resistente que el cemento para la humedad. Al terminar el contrato de paredes y clavos el albañil solicitó al pueblo material para el techo, ya que la colaboración no alcanzó, los familiares donantes del terreno (Familia Mendoza Barturén) cubrieron el saldo.
Terminada la iglesia la cruz fue trasladada a este lugar para celebrarle su misa en el mes de mayo desde 1940, la santísima cruz fue la Patrona Saucepampina.
Al finalizar la fiesta se reunieron los pobladores quienes fueron comunicados por Don Francisco (Panchito) Chávez. Que su finado suegro Hemeterio Quispe natural de Llapa, sacristán de ese lugar fue a vivir a pulan llevando consigo una imagen del SEÑOR DEL GRAN PODER, que para rendirle culto construyó uno capilla y a su muerte quedó abandonada en poder de su hija política. Escuchado esto se tomó el siguiente acuerdo: nombrar una comisión para rescatar la imagen, presidida por el entusiasta colaborador y muy católico Sr. Chávez, resultado final la imagen fue traída en una alforja por la comisión y puesta en la iglesia y como antes se celebraba un solo día central a partir de ese año se celebra 17 julio para GRN PODER y el 18 de julio para la CRUZ, Don Panchito es Saucepampito de corazón. El 23 de marzo de 1943, fallece la donante del terreno señora Adelinda Barturén Santa Cruz y es sepultada en la iglesia a su pedido. En una fiesta de esas, el párroco Gervasio Marina conocedor de la religión mundial, se quedó por no haber mucha medicación religiosa dejando en suspenso a todos sus asistentes por el año 1950 aproximada mente por los años 1950, al tener conocimiento que don Marcelo Suxe Flores habla comprado el fundo la viña a Don Aniceto Ugaz y que las imágenes de San Pedro, santa Rosa Y el niño Jesús estaban en un cuarto y algunas construcciones habían sido derribadas, nombraban una comisión para comprarla, lo que así sucedió, procediendo a trasladarla a la Iglesia, para celebrar la fiesta tres días siendo el tercero, como hasta ahora de la Virgen Mana como hasta ahora (17, 18, 19 de julio). San Pedro fue trasladado amarrado en un poncho y cargado en lindo entre dos personas, el peso produjo la rotura de una mano, que recién ha sido reconstruida. Las otras imágenes eran de menor tamaño y fácil su traslado. Desde 1950 se encuentran juntas las imágenes que hoy se puede apreciar en la iglesia de Saucepampa situada en plena plaza.